# Cucullia rufescens
Cucullia rufescens là một loài bướm đêm trong họ Noctuidae.